# The Boiled One Phenomenon
 (mai 2025).
Motif : Une fois les blogs et autres wikis retirés, il ne reste comme source plus qu'une base de données. Notoriété et admissibilité sous l'angle des critères de ce court-métrage ?
- Archive Wikiwix
- Bing
- Cairn
- DuckDuckGo
- E. Universalis
- Gallica
- Google
- G. Books
- G. News
- G. Scholar
- Persée
- Qwant
- (zh) Baidu
- (ru) Yandex
- (wd) trouver des œuvres sur Wikidata

| 1. | Préciser le motif de la pose du bandeau. | Précisez le motif de la pose du bandeau en utilisant la syntaxe suivante : {{admissibilité à vérifier\|date=juillet 2025\|motif=remplacez ce texte par le motif}}                              |
| 2. | Informer les utilisateurs concernés.     | Pensez à avertir le créateur de l'article, par exemple, en insérant le code ci-dessous sur sa page de discussion : {{subst:avertissement admissibilité à vérifier\|The Boiled One Phenomenon}} |

Pour plus de détails, voir Fiche technique et Distribution.
The Boiled One Phenomenon, également typographié THE BOILED ONE PHENOMENON, est un court-métrage américain d’horreur analogique créé par Doctor Nowhere en 2024. Ce court-métrage est son œuvre la plus connu à ce jour.

## Synopsis
The Boiled One Phenomenon met en scène une interruption de programme survenue le 13 août 2003, lors de la diffusion d’un documentaire animalier en Pennsylvanie, intitulé Tree of Heaven. Une entité mystérieuse, désignée sous le nom de PHEN-228, détourne la diffusion pour s’adresser directement aux spectateurs. Il affirme que le simple fait de se souvenir de son visage provoquera sa manifestation physique pendant leur sommeil, les laissant dans un état de paralysie totale à leur réveil. Il déclare également qu’il les observera en permanence, bien qu’il ne soit visible que de la victime elle-même.
Malgré l’effacement de toute trace de l’événement par une organisation appelée Ephrata Branch, de nombreux témoins développent des troubles psychologiques sévères : hallucinations, angoisses, voix persistantes, et visions du visage déformé de PHEN-228. La quasi-totalité des 530 spectateurs d'origine finit par sombrer dans un état de paralysie extrême, proche du syndrome d’enfermement (locked-in syndrome), ne conservant que le mouvement des yeux.
Un survivant nommé Job Zamperini, au cœur du récit, affirme que son petit-fils a photographié l’entité près de leur maison. Tourmenté par des visions et des sons terrifiants, il décrit PHEN-228 comme une présence démoniaque, "horriblement brûlée", qui s’adresse à lui avec des messages énigmatiques sur la fin du monde. La vidéo se termine par une seconde intrusion de PHEN-228, qui prophétise un cataclysme à venir mêlant du sang sortant du ciel, des sons de trompettes et rires démoniaques, avant d’être interrompu par les autorités.

## Théories sur l’œuvre
Plusieurs théories avancent que le monstre The Boiled One (Phen-228) serait partiellement inspiré du sergent de l’armée japonaise Mutsuhiro Watanabe, en raison de références subtiles disséminées dans la vidéo, telles que des messages en japonais évoquant « The Bird » — le surnom de Watanabe — ou encore la présence d’un personnage nommé Joe Zamperini, victime de la malédiction de Phen-228, pouvant faire écho à Louis Zamperini, ancien prisonnier de guerre sous la garde de Watanabe et athlète olympique.
Le créateur, Doctor Nowhere, a confirmé que la relation entre The Boiled One et Joe Zamperini symbolisait celle entre Watanabe et Louis Zamperini, notamment le contraste entre persécution et pardon. Il précise toutefois que les personnages ne sont pas directement basés sur ces figures historiques, mais qu’ils en reprennent certains aspects à des fins symboliques. Il a également déclaré que The Boiled One représente des thèmes tels que le traumatisme, la souffrance, le désespoir et la foi comme moyen de résilience.

## Distribution
- Doctor Nowhere[1]
- Jim (nom inconnu)[2]
- Ray (nom inconnu)[2]
- Sedward (nom inconnu)[2]